# 1385
Il 1385 (MCCCLXXXV in numeri romani) è un anno  del XIV secolo.

## Eventi
- A Milano vengono allestiti i cantieri per la costruzione del Duomo, che verranno ribattezzati "Fabbrica del Duomo";
- 14 agosto:
  - Firma dell'accordo denominato Unione di Krewo, in base al quale nasce l'Unione polacco-lituana;
  - Battaglia di Aljubarrota tra Castiglia e Portogallo.

## Nati
- 1º marzo - Nicola da Guardiagrele, orafo, scultore e pittore italiano
- 23 giugno - Stefano del Palatinato-Simmern, conte († 1459)
- 1º agosto - John FitzAlan, XIII conte di Arundel, nobile inglese († 1421)
- 10 settembre - Lê Lợi, imperatore e generale vietnamita († 1433)
- 18 dicembre - Odette de Champdivers, nobile francese († 1424)
- Iacopo Alvarotti, giurista italiano († 1453)
- Giorgio Anselmi, teorico musicale italiano († 1450)
- Antonio da Bitonto, teologo e religioso italiano († 1465)
- Alberto da Sarteano, francescano italiano († 1450)
- Caterina Elisabetta di Brunswick-Lüneburg, nobile tedesca
- Battista Chiavelli, politico italiano († 1435)
- Marino Contarini, mercante e politico italiano († 1441)
- Dietrich II von Moers, nobile tedesco († 1463)
- Gabriele Ferretti, francescano italiano († 1456)
- John Fortescue, giurista e politico inglese († 1476)
- Khedrup Je, monaco buddhista tibetano († 1438)
- Giovanni I di Slesia, nobile polacco († 1439)
- Giovanni II di Egmond, nobile († 1451)
- Giovanni dal Ponte, pittore italiano († 1457)
- Andreolo Giustiniani, antiquario e scrittore italiano († 1456)
- Margaret Holland, nobile inglese († 1439)
- Galeazzo Malatesta, politico e condottiero italiano
- Bartolomea Mattugliani, poetessa italiana
- Michele da Firenze, scultore italiano
- Pietro Rombulo, navigatore, mercante e diplomatico italiano
- Michele Savonarola, medico, umanista e scienziato italiano († 1468)
- Sō Sadamori, militare giapponese († 1452)
- Giovanni I d'Alençon, nobile francese († 1415)
- Gabriele Maria Visconti, italiana († 1408)
- Luigi de Rosa, scrittore italiano
- Canfrancesco della Scala, politico e militare italiano († 1399)

## Morti
- 21 gennaio - Galeotto I Malatesta, condottiero italiano
- 21 marzo - Aymeric de Magnac, cardinale e vescovo cattolico francese
- 3 maggio - Tommaso da Tortona, giurista italiano
- 20 maggio - Pierre de Monteruc, cardinale e vescovo cattolico francese
- 28 giugno - Andronico IV Paleologo, imperatore bizantino (n. 1348)
- 7 agosto - Giovanna di Kent, principessa (n. 1328)
- 15 ottobre - Dionisio, religioso e santo russo
- 15 novembre - Francesco Castagnola, cardinale italiano
- 19 dicembre - Bernabò Visconti, nobile
- Francesco Bruni, politico italiano (n. 1315)
- Bertolino Capilupi, notaio e diplomatico italiano (n. 1340)
- Giovanna d'Aragona, principessa spagnola (n. 1344)
- Nicolò Guarco, doge (n. 1325)
- Nifone di Alessandria, arcivescovo ortodosso egiziano
- Stefano Sidonio, vescovo cattolico italiano
- Niccolò Soldanieri, poeta italiano
- William Walworth, politico inglese (n. 1322)
- Wang Meng, pittore cinese (n. 1308)
- Xu Da, generale cinese (n. 1332)
- Giovanni I da Varano, condottiero e politico italiano
- Jean de Malestroit, condottiero e mercenario francese
- Gentile di Sangro, cardinale italiano

## Calendario
| Calendario 1385 | Calendario 1385 | Calendario 1385 | Calendario 1385 | Calendario 1385 | Calendario 1385 | Calendario 1385 | Calendario 1385 | Calendario 1385 | Calendario 1385 | Calendario 1385 | Calendario 1385 | Calendario 1385 | Calendario 1385 | Calendario 1385 | Calendario 1385 | Calendario 1385 | Calendario 1385 | Calendario 1385 | Calendario 1385 | Calendario 1385 | Calendario 1385 | Calendario 1385 | Calendario 1385 | Calendario 1385 | Calendario 1385 | Calendario 1385 | Calendario 1385 | Calendario 1385 | Calendario 1385 | Calendario 1385 | Calendario 1385 | Calendario 1385 |
| --------------- | --------------- | --------------- | --------------- | --------------- | --------------- | --------------- | --------------- | --------------- | --------------- | --------------- | --------------- | --------------- | --------------- | --------------- | --------------- | --------------- | --------------- | --------------- | --------------- | --------------- | --------------- | --------------- | --------------- | --------------- | --------------- | --------------- | --------------- | --------------- | --------------- | --------------- | --------------- | --------------- |
|                 | 1               | 2               | 3               | 4               | 5               | 6               | 7               | 8               | 9               | 10              | 11              | 12              | 13              | 14              | 15              | 16              | 17              | 18              | 19              | 20              | 21              | 22              | 23              | 24              | 25              | 26              | 27              | 28              | 29              | 30              | 31              |                 |
| Gennaio         | Do              | Lu              | Ma              | Me              | Gi              | Ve              | Sa              | Do              | Lu              | Ma              | Me              | Gi              | Ve              | Sa              | Do              | Lu              | Ma              | Me              | Gi              | Ve              | Sa              | Do              | Lu              | Ma              | Me              | Gi              | Ve              | Sa              | Do              | Lu              | Ma              |                 |
| Febbraio        | Me              | Gi              | Ve              | Sa              | Do              | Lu              | Ma              | Me              | Gi              | Ve              | Sa              | Do              | Lu              | Ma              | Me              | Gi              | Ve              | Sa              | Do              | Lu              | Ma              | Me              | Gi              | Ve              | Sa              | Do              | Lu              | Ma              |                 |                 |                 |                 |
| Marzo           | Me              | Gi              | Ve              | Sa              | Do              | Lu              | Ma              | Me              | Gi              | Ve              | Sa              | Do              | Lu              | Ma              | Me              | Gi              | Ve              | Sa              | Do              | Lu              | Ma              | Me              | Gi              | Ve              | Sa              | Do              | Lu              | Ma              | Me              | Gi              | Ve              |                 |
| Aprile          | Sa              | Do              | Lu              | Ma              | Me              | Gi              | Ve              | Sa              | Do              | Lu              | Ma              | Me              | Gi              | Ve              | Sa              | Do              | Lu              | Ma              | Me              | Gi              | Ve              | Sa              | Do              | Lu              | Ma              | Me              | Gi              | Ve              | Sa              | Do              |                 |                 |
| Maggio          | Lu              | Ma              | Me              | Gi              | Ve              | Sa              | Do              | Lu              | Ma              | Me              | Gi              | Ve              | Sa              | Do              | Lu              | Ma              | Me              | Gi              | Ve              | Sa              | Do              | Lu              | Ma              | Me              | Gi              | Ve              | Sa              | Do              | Lu              | Ma              | Me              |                 |
| Giugno          | Gi              | Ve              | Sa              | Do              | Lu              | Ma              | Me              | Gi              | Ve              | Sa              | Do              | Lu              | Ma              | Me              | Gi              | Ve              | Sa              | Do              | Lu              | Ma              | Me              | Gi              | Ve              | Sa              | Do              | Lu              | Ma              | Me              | Gi              | Ve              |                 |                 |
| Luglio          | Sa              | Do              | Lu              | Ma              | Me              | Gi              | Ve              | Sa              | Do              | Lu              | Ma              | Me              | Gi              | Ve              | Sa              | Do              | Lu              | Ma              | Me              | Gi              | Ve              | Sa              | Do              | Lu              | Ma              | Me              | Gi              | Ve              | Sa              | Do              | Lu              |                 |
| Agosto          | Ma              | Me              | Gi              | Ve              | Sa              | Do              | Lu              | Ma              | Me              | Gi              | Ve              | Sa              | Do              | Lu              | Ma              | Me              | Gi              | Ve              | Sa              | Do              | Lu              | Ma              | Me              | Gi              | Ve              | Sa              | Do              | Lu              | Ma              | Me              | Gi              |                 |
| Settembre       | Ve              | Sa              | Do              | Lu              | Ma              | Me              | Gi              | Ve              | Sa              | Do              | Lu              | Ma              | Me              | Gi              | Ve              | Sa              | Do              | Lu              | Ma              | Me              | Gi              | Ve              | Sa              | Do              | Lu              | Ma              | Me              | Gi              | Ve              | Sa              |                 |                 |
| Ottobre         | Do              | Lu              | Ma              | Me              | Gi              | Ve              | Sa              | Do              | Lu              | Ma              | Me              | Gi              | Ve              | Sa              | Do              | Lu              | Ma              | Me              | Gi              | Ve              | Sa              | Do              | Lu              | Ma              | Me              | Gi              | Ve              | Sa              | Do              | Lu              | Ma              |                 |
| Novembre        | Me              | Gi              | Ve              | Sa              | Do              | Lu              | Ma              | Me              | Gi              | Ve              | Sa              | Do              | Lu              | Ma              | Me              | Gi              | Ve              | Sa              | Do              | Lu              | Ma              | Me              | Gi              | Ve              | Sa              | Do              | Lu              | Ma              | Me              | Gi              |                 |                 |
| Dicembre        | Ve              | Sa              | Do              | Lu              | Ma              | Me              | Gi              | Ve              | Sa              | Do              | Lu              | Ma              | Me              | Gi              | Ve              | Sa              | Do              | Lu              | Ma              | Me              | Gi              | Ve              | Sa              | Do              | Lu              | Ma              | Me              | Gi              | Ve              | Sa              | Do              |                 |